# Valle De La Pascua
Valle De La Pascua é a cidade capital do município autônomo de Leonardo Infante, estado Guárico, Venezuela. A cidade está localizada nas planícies centrais da Venezuela e foi fundada em 25 de fevereiro de 1785 pelo Padre Mariano Martí. É ao lado de San Juan de Los Morros, Calabozo e Zaraza uma das cidades importantes do estado. A proximidade da cidade foi o palco da Batalha de Valle de La Pascua em fevereiro 1814.

## Economia
Esta cidade é conhecida por seu setor de serviços agricultura e pecuária, comércio e por ser uma das áreas industriais mais importantes das planícies venezuelanas.
Tem uma população de aproximadamente 115.902 registrado habitantes, segundo o Censo 2011 , que são dedicados principalmente ao setor industrial e atividades agrícola e profissional.
Entre as atividades culturais e de entretenimento são ligados seus costumes e tradições, emoldurado por uma pitoresca cidade ambiente. Existem alguns sites que você pode visitar são a Catedral de Nossa Senhora da Candelária, a Casa de los Isleños, o Iglesia Rubén Zamora e Casa de la Cultura. É uma região muito freqüentada por turistas para passeios das paisagens da pradaria, através de empresas que organizam passeios que levam a sites como o lago artificial ea barragem de Playa de Piedra.